# Uhříněveský pivovar
Uhříněveský pivovar  (Parostrojní pivovar Uhříněves A. Tichý; Pivovar a sladovna, Tichý a Zeman, Uhříněves) v Praze je bývalý pivovar, který stojí v ulici K Sokolovně.

## Historie
Pivovar je poprvé zmíněn roku 1650, kdy je zde připomínán sládek Jan Hrabaně. Patřil mezi hospodářské budovy zámku a pivovarské sklepy měl pod hřbitovem u kostela. Prvním dokladem o jeho existenci je odevzdávací listina Nejvyššího dvorského úřadu ve Vídni z 10. října 1863, podle které byl pivovar oddělen od uhříněveského panství a předán do majetku knížete Jana z Lichtenštejna.
V roce 1877 si tento knížecí pivovar pronajala rodina Tichých a roku 1884 jej sládek Alois Tichý starší koupil včetně polností za 36 200 zlatých. Začal s rekonstrukcí a dostavbami, přistavěl sladovnu (1892) a lednici (1896) a v roce 1900 strojovnu pro parní pohon; zároveň dal pivovar elektrifikovat. V pivovaru se vyráběla i sodová voda (od 1917).
Tichý starší si dal postavit secesní vilu čp. 245 a vybudoval příjezdovou silnici od kostela (ulice K Sokolovně). Jeho syn Alois převzal vedení pivovaru v roce 1905. Po skončení 1. světové války zemřeli Alois Tichý starší i jeho syn a podnik převzal mladší bratr Jaroslav. V té době měl pivovar varnu, chladírnu, sladovnu, strojovnu s parním i elektrickým pohonem, topírnu, tři humna a osm sklepů celoročně chlazených ledem z rybníka Vodice. Také zde byly dvě sodovkárny, čtyři lednice a bednárna.
V roce 1928 se stal spolumajitelem Eduard Zeman, sládek z pardubického pivovaru. Ten zde zavedl výrobu černého 14° Portera.

## Hostinec
Pivovar vlastním nábytkem vybavil uhříněveský zájezdní hostinec a dodával do něj výhradně své pivo. Roku 1931 hostinec odkoupil a přejmenoval na „Pivovarskou restauraci“.
Během 2. světové války byl provoz pivovaru nuceně zastaven, po jejím skončení výrobu obnovil. Spolumajitelem a posledním ředitelem pivovaru před rokem 1948 je zapsán Jaroslav Tichý. Po roce 1989 se v restituci vrátil rodině původních majitelů.

## Popis
Roční výstav v roce 1869 činil 9000 hl, v sezoně 1910–1911 23000 hl a roku 1927 12000 hl piva. Vařil se zde Uhříněveský 10°granát, Uhříněveský 12°ležák a Uhříněveský 12°porter.